# Basílica de Sant Jaume (Praga)
La basílica de Sant Jaume (en txec Bazilika svatého Jakuba Většího) al nucli antic de Praga, República Txeca. L'església és la llar de la Madonna Pietatis i la tomba del comte Vratislav de Mitrovice.

## Església original
L'església va ser construïda al segle XIII per als franciscans. Va ser construïda en l'estil d'arquitectura gòtica. La fundació de l'església original estava relacionada amb l'adquisició de les relíquies d'Ottokar I de Bohèmia. Es desconeix la ubicació exacta d'aquesta església original i el seu aspecte, ja que l'església va ser destruïda en un incendi l'any 1689. Es creu que el foc va ser iniciat per persones que treballaven per a Lluís XIV de França.

## Església actual

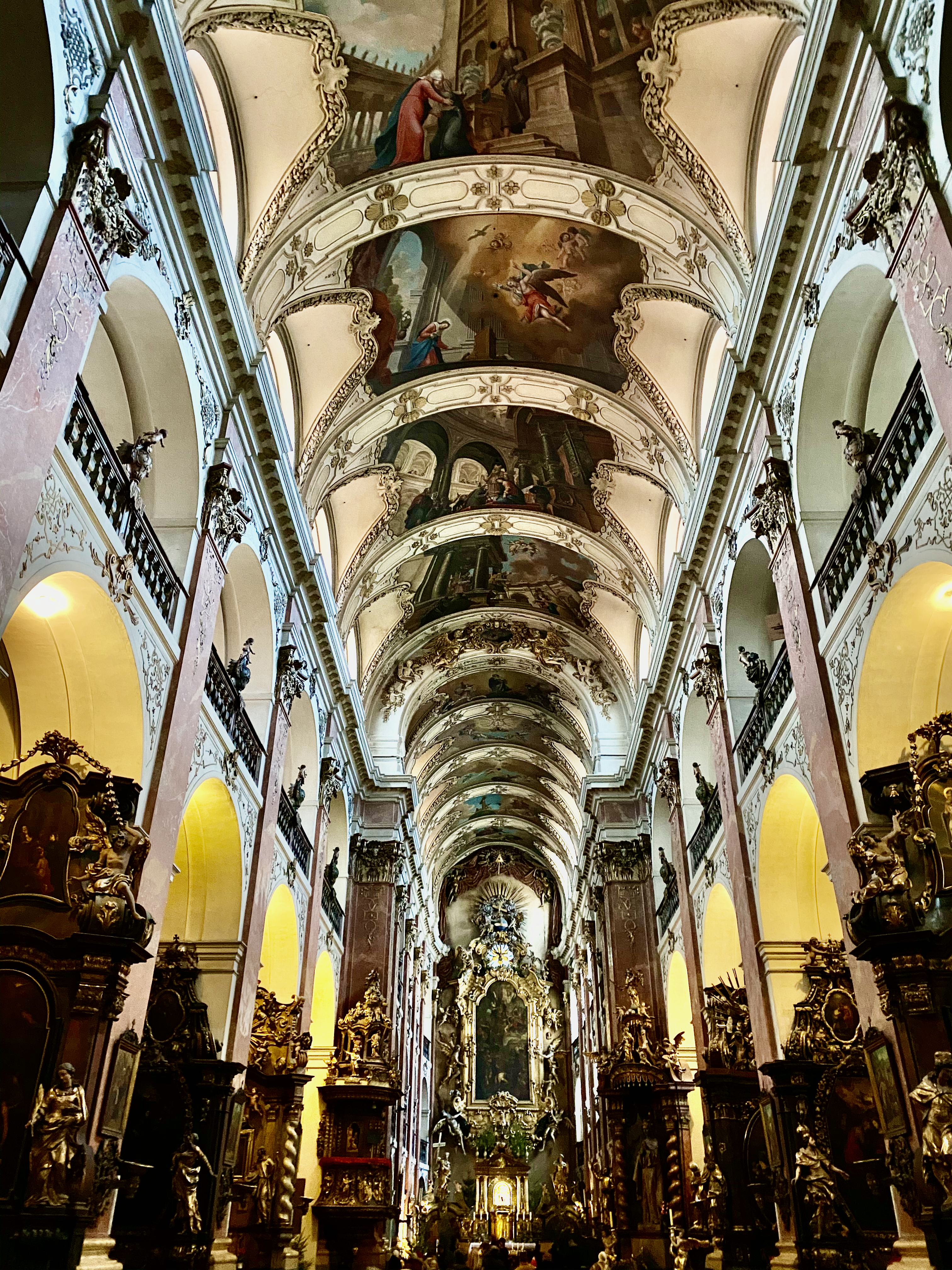
Interior de la basílica

Quan va ser reconstruïda, es va fer en l'estil d'arquitectura barroca. La reconstrucció va incloure l'addició de més de 20 altars. Artistes com Jan Jiří Heinsch, Václav Vavřinec Reiner i Petr Brandl van crear quadres per als altars. L'any 1702 s'hi va instal·lar un orgue. El 1974 el papa Pau VI va concedir a l'església el títol honorífic de basílica menor.
L'església és el lloc de descans final del comte Vratislav de Mitrovice, canceller de Bohèmia de l'emperador del Sacre Germànic Josep I, que va morir a Viena el 1712, però les restes del qual van ser traslladades a Praga el 1714 després de la finalització de la magnífica tomba barroca per Johann Bernhard Fischer von Erlach. També hi ha un avantbraç momificat a la dreta de l'entrada de la tomba, que data de més de 400 anys. El braç és d'un lladre de joies que va intentar robar a l'altar major, que té una estàtua de la Mare de Déu. Es creu que quan el lladre va intentar robar les joies, Maria li va agafar del braç i no el va deixar anar, llavors els monjos li van tallar el braç.

## Orgue

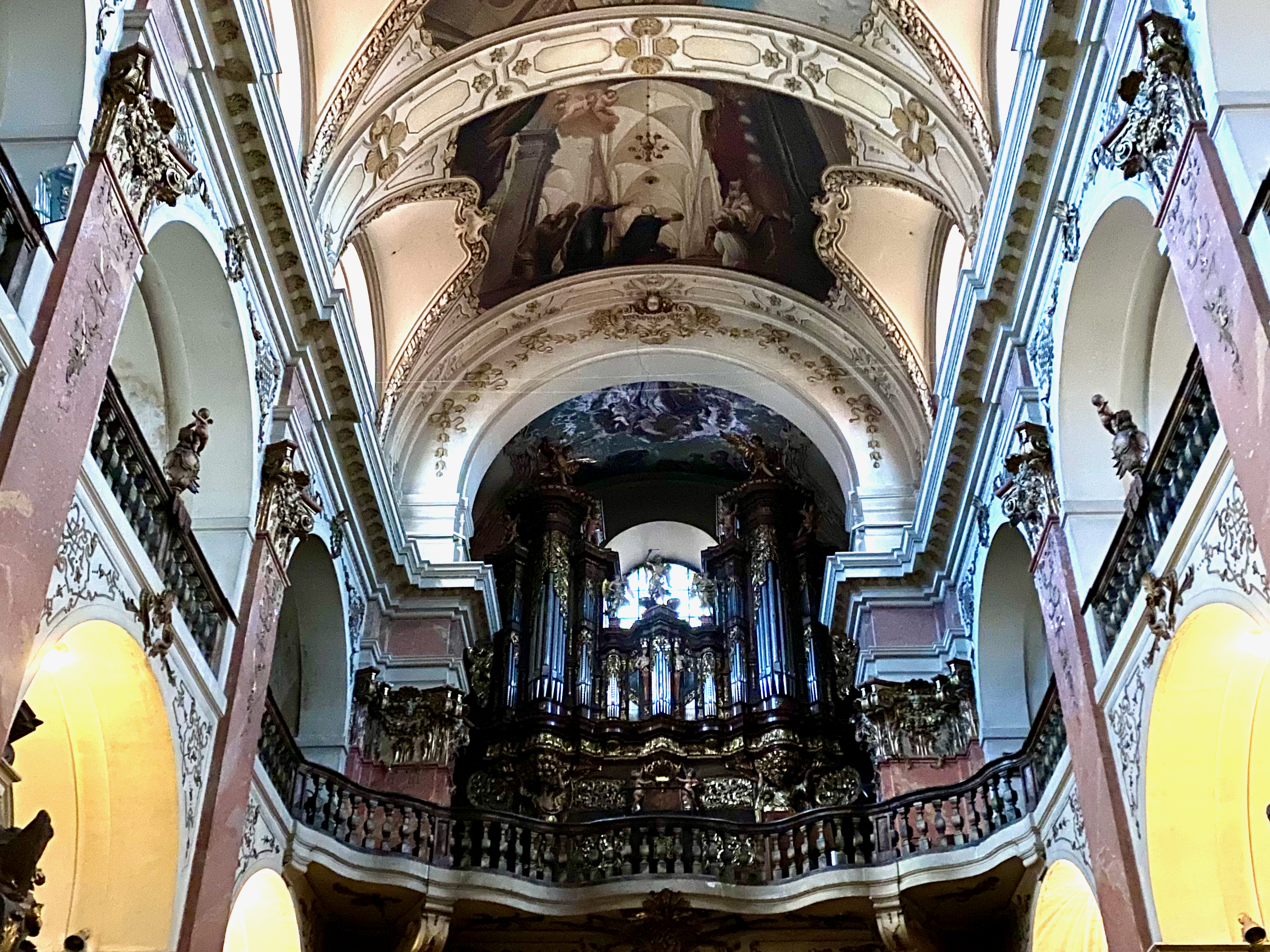
Orgue de la basílica

L'orgue original, que data de 1705, és obra del famós organista txec Abraham Starka de Loket. Al llarg dels segles l'orgue ha patit canvis. El 1754 va tenir lloc la primera reconstrucció per František Katzer. De nou, això va tenir lloc l'any 1906 per Josef Černý i Josef Rejna. Una altra intervenció va tenir lloc l'any 1941. L'orgue es va adaptar llavors a la composició moderna. L'última gran reconstrucció es va dur a terme entre 1981 i 1982 on es van restaurar els sons originals de Starka, en la seva major part amb les pipes originals, i es van conservar molts colors romàntics interessants. L'instrument actual té quatre manuals, 91 parades i 8.277 tubs.